# 萬博紀念公園
34°48′36.44″N 135°31′39.36″E / 34.8101222°N 135.5276000°E

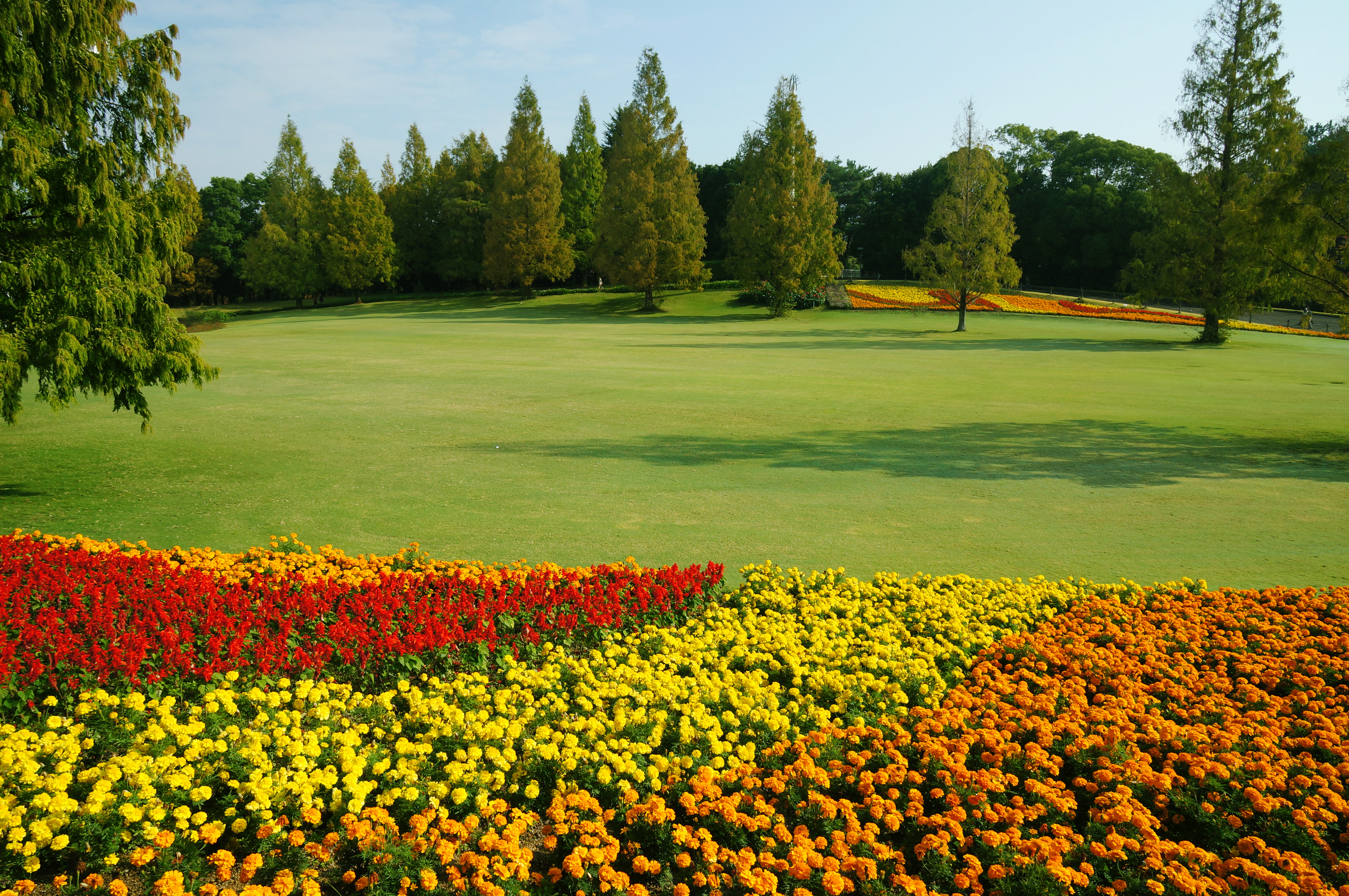
太陽之園

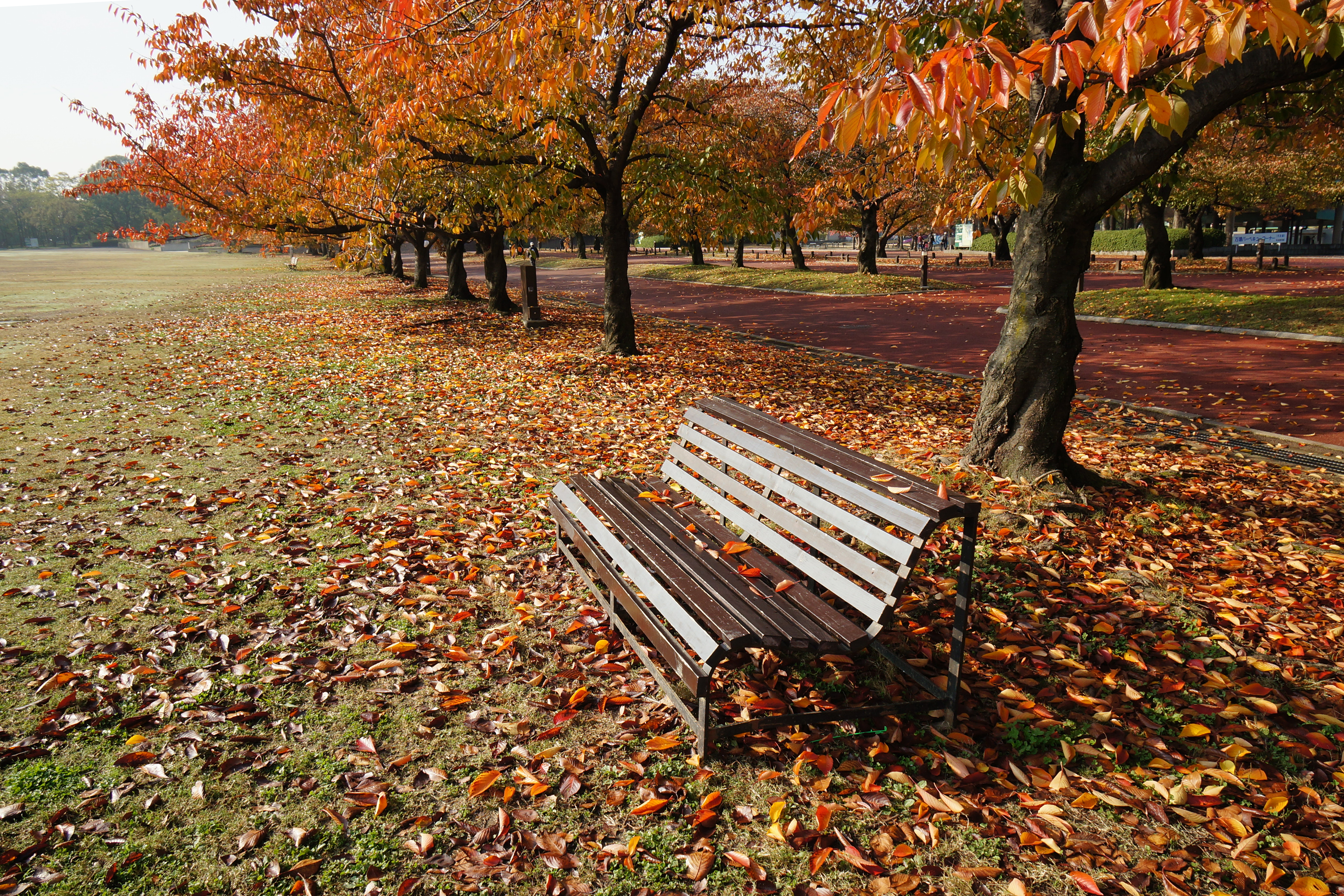
東園

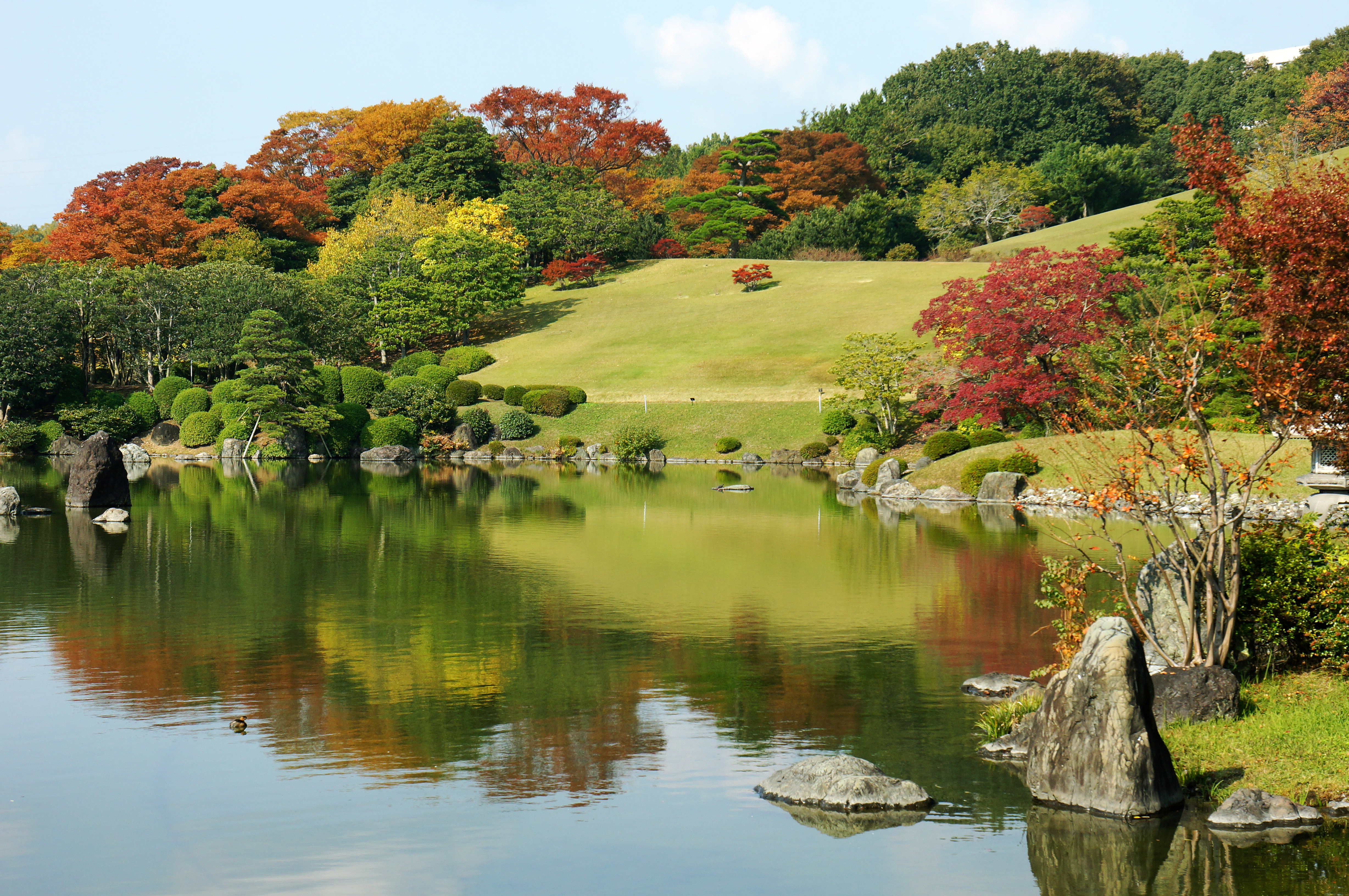
日本庭園

萬博紀念公園（日语：日本万国博覧会記念公園）位於日本大阪府吹田市，是為紀念1970年世界博覽會而保留的公園。這座佔地約264公頃的大型公園，並且擁有草坪和森林，保留世博會期間最具代表性的建築物「太陽之塔」，這座70米高的標誌性建築由藝術家岡本太郎設計，至今仍是公園的核心地標。
公園內設有教育和娛樂設施，包括國立民族學博物館、萬博紀念競技場及萬博樂園部分範圍均位於此公園內。國立國際美術館在世博會期間曾是展館，2004年搬遷至大阪北區的中之島。

## 自然文化設施
日本櫻名所100選中被選為名所。
- 自然文化園

有廣闊的草坪和季節性花卉，如樱花及绣球花，都是在世博會展館撤除後所建造的。太陽之塔也位於這個園內。
- 日本庭園 - 為了世博會而建造的約26公頃的池泉回游式庭园。設計及施工指導由田治六郎負責。它由上代、中世、近世和現代四個庭園組成，具備「庭園博物館的功能」，可以一覽各個時代的風格。
- 自然觀察學習館 - 稱為「moricara（モリカラ）」。為了讓人們了解大自然的趣味和重要性，這裡有介紹大自然的展覽，以及直接接觸大自然的實習活動（觀察、手工製作）等[2]。
- 森林空中觀察路 -我一條與樹木高度相同（3 - 10米）的觀察道，還有森林的集音器和觀景台等設施[3]。。
- 平和玫瑰園 - 這裡有來自9個國家的約140種、約5600株的稀有玫瑰品種，並且種植由加拿大政府在1967年世界博覽會上贈送的楓樹。

## 文化設施
- 國立民族學博物館 - 一個結合博物館功能的研究設施，專注於民族學的研究和展示
- 大阪日本民藝館 - 萬國博覽會舉辦期間的一個展館，展示了日本的民間藝術和工藝。
- EXPO'70パビリオン - 利用當時的「鐵鋼館」改建而成，於2010年3月13日開設。它專門展示與1970年萬博相關的影像和照片，讓訪客能夠重溫那段歷史，並了解當時的科技和文化成就。
- もみじ川芝生広場- 一個位於自然文化園內的開放空間，經常舉辦戶外音樂會。自1990年以來，FM802主辦的「MEET THE WORLD BEAT」音樂活動每年都在此舉行。

## 外部連結
- 官方网站
- 万博記念公園的Facebook專頁
- 迎賓館 （页面存档备份，存于）